# Tenky
TENKY (テンキー?) es una empresa japonesa, desarrolladora y distribuidora de videojuegos para ordenadores, en el negocio del entretenimiento, donde se ubica tercera a nivel nacional, en la industria de los videojuegos. Es poco frecuente que una empresa sea una planificadora original para la producción de videojuegos de ordenador, es casi a ser acreditada como de "cooperación para el desarrollo", pero es al desarrollo a lo que apunta la entidad. Su obra más destacada es Melty Lancer.

## Obras
- Ranma ½ (PC Engine, CD-ROM2)
- Mamono Hantā Yōko (PC Engine, CD-ROM2)
- Melty Lancer (PlayStation)[2]
- Hanagumi Taisen KORAMUSU (Dreamcast)
- Gensō Suikogaiden (PlayStation)
- Girl's Side Tokimeki Memoriaru Girl's Side (PlayStation 2)
- Tokimeki Memorial (PlayStation Portable)
- Anjerīku (Microsoft Windows, PlayStation 2)
- Furuhausukisu (PlayStation 2)
- Fairy Musketeers Little Red Riding Hood (Nintendo DS)
- ×××HOLiC (PlayStation 2)
- Mushishi (Nintendo DS)[2]
- Time Hollow (Nintendo DS)
- Kyōkai Senjō no Horizon (PlayStation Portable)
- Tokumori! Attackers!! (iOS)[3][4]